# Tibiomus calvus
Tibiomus calvus är en mångfotingart som först beskrevs av Carl Graf Attems 1935.  Tibiomus calvus ingår i släktet Tibiomus och familjen Odontopygidae. Inga underarter finns listade i Catalogue of Life.